# عليداد (قلعة خواجة)
عليداد (بالفارسية: علی‌داد) هي منطقة سكنية تقع في إيران في قسم قلعة خواجة الريفي. يقدر عدد سكانها بـ 0 نسمة بحسب إحصاء 2016.